# Bobo (Willie Bobo)
Bobo è un album di Willie Bobo, pubblicato dalla Columbia Records nel 1979.

## Tracce
Lato A
1. Palos – 5:12 (Roland Bautista)
2. Comin' over Me – 3:46 (Bill Courtial, Errol Knowles)
3. Latin Lady (Cecilia's Song) – 4:18 (Abel Zarate)
4. It's Over – 3:39 (Bill Courtial, Errol Knowles)

Lato B
1. Reason for Livin' – 6:24 (Bill Courtial, Don Grusin, Errol Knowles)
2. Reason Why – 2:50
3. Set Your Free – 4:51
4. Father and Son – 3:37 (Gino Vannelli)

## Musicisti
- Willie Bobo - timbales, congas, voce
- Tony Horowitz - tromba, flugelhorn
- Gary Grant - tromba, flugelhorn
- Jim Colie - sassofono tenore, sassofono soprano, flauto
- Ron Starr - sassofono baritono
- Clay Lawrey - trombone
- Roland Bautista - chitarra
- Abel Zarate - chitarra
- David "Dasher" Kempton - tastiere
- Errol Knowles - voce
- Welton Gite - voce, basso
- Steve Guiterrez - batteria
- Victor Pantoja - congas, bongos, percussioni latine
- Bill Courtial - arrangiamenti
- Ron Starr - arrangiamenti